# St. Erich (Hamburg-Rothenburgsort)

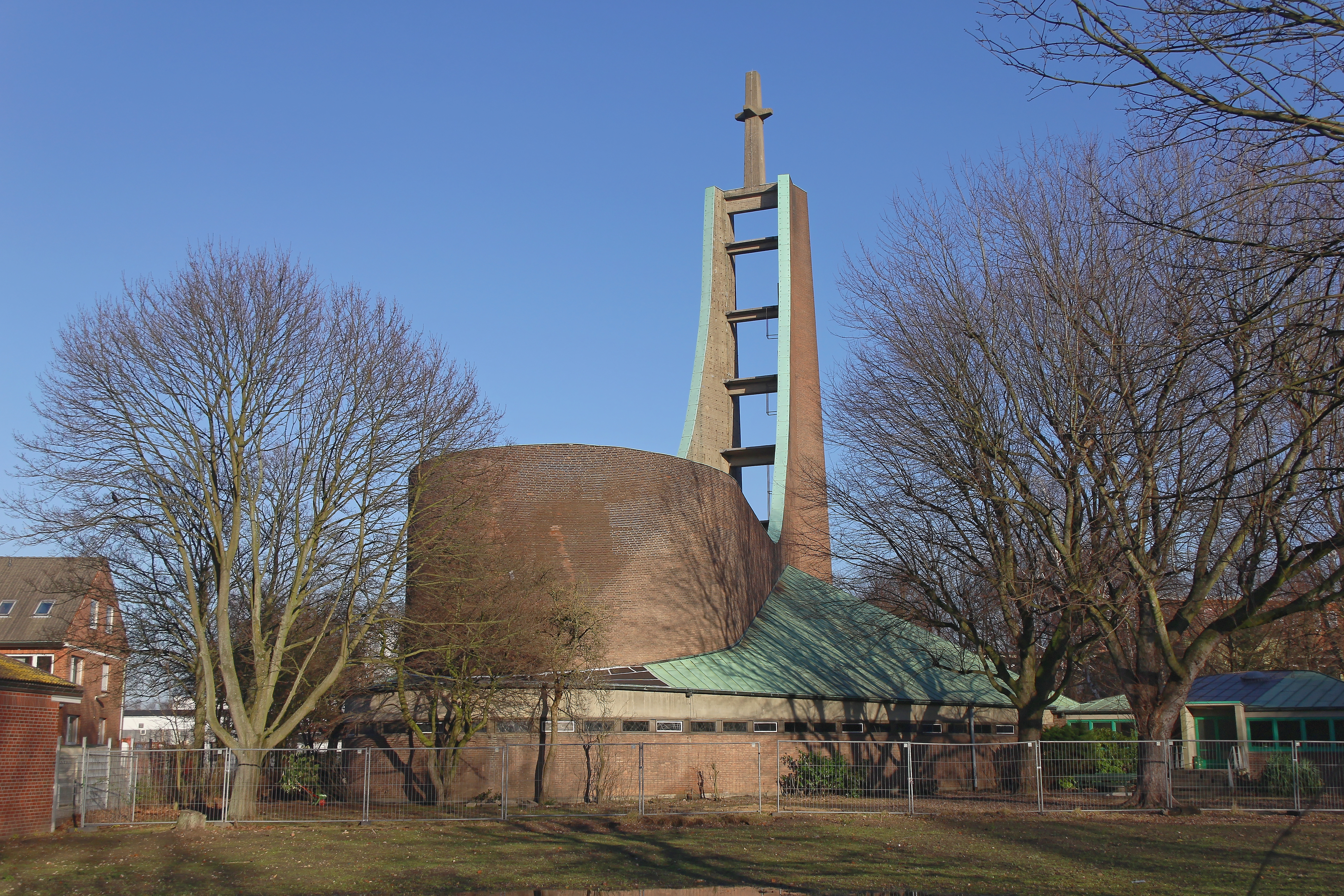
St. Erich Rothenburgsort

Die römisch-katholische Kirche St. Erich zwischen dem Billhorner Röhrendamm und der Marckmannstraße im Hamburger Stadtteil Rothenburgsort entstand in den Jahren 1961–1963. Sie ist der Nachfolgebau der im Zweiten Weltkrieg zerstörten Pfarrkirche St. Josef am Bullenhuser Damm. Der Entwurf für das moderne Kirchenbauwerk, das von außen einem großen Fisch ähnelt, stammt von dem Berliner Architekten Reinhard Hofbauer.
Besonders der Kirchturm prägt die Silhouette des Stadtteils und fällt schon aus weiter Entfernung ins Auge, vor allem von der S-Bahn zwischen den Bahnhöfen Berliner Tor (Hamburg) und Rothenburgsort, sowie der Strecke zwischen Hammerbrook (City-Süd) und den Elbbrücken.

## Innenraum
Der stützenfreie Innenraum, in dem sich die Gemeinde zum Gottesdienst versammelt, nimmt kirchenbauliche Vorstellungen des Zweiten Vatikanischen Konzils (1962–1965) vorweg. 
1969 baute Rudolf von Beckerath Orgelbau für die Kirche eine zweimanualige Orgel mit 21 Registern.
Seit 2019 ist das Kirchenschiff wegen baulicher Mängel gesperrt.

## Verbindung zu Skandinavien
Der Namenspatron, der heilige Erik, König von Schweden 1150 bis 1160, erinnert an die enge Verbindung der Kirche in Hamburg zu Skandinavien, die seit der Christianisierung besteht. Nach Fertigstellung des Baus wurde die Kirche vom Bischof des schwedischen Bistums Stockholm, John Edward Taylor, konsekriert. Erster Pfarrer dieser Gemeinde war Otto Scholz, der auch in seiner Pfarrzeit, wie die ganze Gemeinde, enge Verbindungen zur Gemeinde St. Lars in Uppsala hielt. Die wabenförmige Decke des Kirchenschiffes ist in den Farben Blau und Gelb gehalten (Farben der schwedischen Flagge).
In Hamburg erinnert auch der Patron der Nachbarkirche St. Olaf (Hamburg-Horn) an die Verbundenheit mit Skandinavien.

## Gemeinde
Die Gemeinde gehört zum Erzbistum Hamburg. Seit dem 31. März 2005 ist sie nicht mehr selbstständige Pfarrei, sondern wurde in die Dompfarrei St. Marien umgepfarrt.
Aufgrund von Bauschäden wurde im November 2019 das Kirchenschiff gesperrt und die Gottesdienste fanden in der Seitenkapelle statt. Seit der Coronapandemie finden keine regelmäßigen Gottesdienste mehr in St. Erich statt.

## Nachweise
1. ↑  Disposition hier
2. ↑  St. Erich – St. Marien-Dom Hamburg. Abgerufen am 3. Juli 2023.

Koordinaten: 53° 32′ 10″ N, 10° 2′ 17″ O